# Jack French
Jack French é um jogo de investigação no estilo point and click desenvolvido pela Johnny B Design. O jogo foi produzido em Adobe Flash e dividido em 3 partes distintas, com histórias de pessoas diferentes, mas que se interligam no final.

## Enredo
O personagem principal, Jack French, é um detetive que soluciona casos de homicídio. No decorrer dos casos, Jack terá a ajuda de outros personagens, como a especialista Yuki, responsável pelas análises de materiais recolhidos por Jack, e Vince, o policial que recorre a Jack nos episódios e o ajuda com equipamentos e informações, além de localizar as cenas de crime para as investigações.

## Episódios
- Episódio 1: All Roads Lead to Paradise - Neste episódio Jack investiga a morte de uma garota japonesa, Nami Ito, que estudava nos Estados Unidos. Nami foi encontrada morta no sofá de sua casa, fazendo o policial Vince pedir a ajuda de Jack French. As suspeita são que Nami tenha morrido por hipoglicemia ou overdose por insulina, já que Nami era diabética.

- Episódio 2: The Good Dr. Ferrer - No segundo episódio da série, Jack investiga o assassinato do Dr. José Ferrer. O doutor José Ferrer foi encontrado morto em seu escritório pelo zelador do hospital.

- Episódio 3: Jack French and the Seven Dwarfs - No terceiro e último episódio da série, Jack investiga uma série de assassinatos. Neste episódio, alguns fatos vistos nos episódios anteriores se interligarão a este.